# Kotlina Aragońska

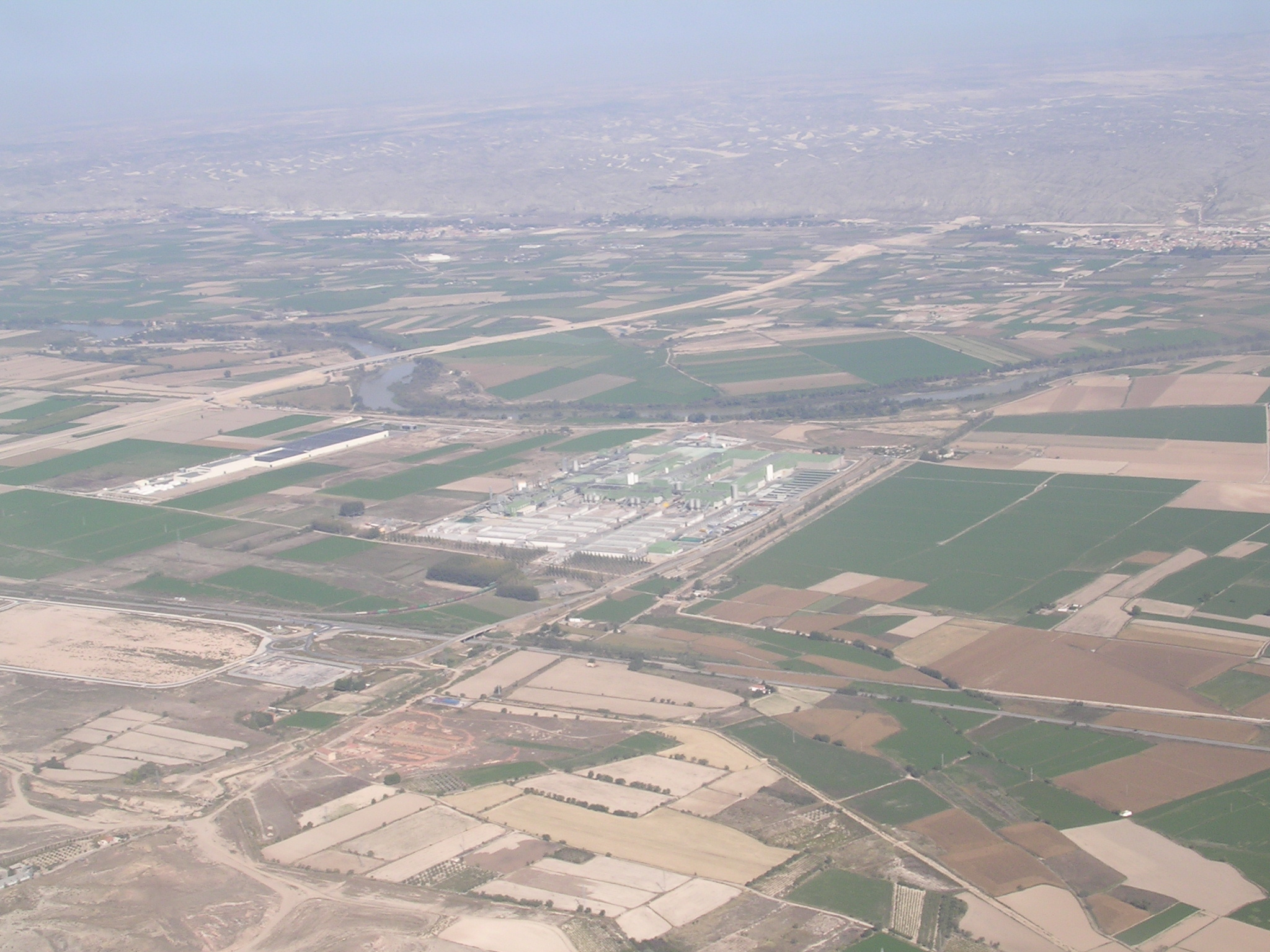
Fragment Kotliny Aragońskiej, okolice Saragossy

Kotlina Aragońska (hiszp.: Depresión del Ebro, Valle del Ebro; arag.: Depresión de l'Ebro, Bal de l'Ebro; kat.: Depressió de l'Ebre; Vall de l'Ebre) – kotlina śródgórska w północno-wschodniej Hiszpanii, między Pirenejami, Górami Katalońskimi i Górami Iberyjskimi, w dorzeczu rzeki Ebro. Rozciąga się na długości ok. 300 km i szerokości do 120 km. Dno kotliny wznosi się średnio na wysokość 250 m n.p.m. Rzeźba terenu ma charakter równinny. Kotlina porośnięta jest murawami stepowymi i zaroślami typu garig. Klimat podzwrotnikowy kontynentalny z roczną sumą opadów 300-500 mm. Ważny region rolniczy; główne miasto – Saragossa.